# 格蘭德法瑟 (北卡羅萊納州)
格蘭德法瑟（英語：Grandfather）是一個位於美國北卡羅萊納州埃弗里縣的村。

## 人口
根據2020年美國人口普查的數據，格蘭德法瑟的面積為4.12平方千米，當中陸地面積為4.01平方千米，而水域面積為0.11平方千米。當地共有人口24人，而人口密度為每平方千米6人。